# ثنا محمود
ثنا محمود (انگلیسی: Sana Mahmud؛ زادهٔ) بازیکن فوتبال اهل Pakistani است.
وی همچنین برندهٔ جوایزی همچون برنامه فولبرایت شده‌است.